# D.J. Fluker
* solo in precampionato e/o in squadra di allenamento
Danny Lee Jesus Fluker, detto D.J. (New Orleans, 13 marzo 1991), è un giocatore di football americano statunitense che gioca nel ruolo di offensive tackle per i Las Vegas Raiders della National Football League (NFL). Fu scelto nel corso del primo giro (11º assoluto) del Draft NFL 2013 dai San Diego Chargers. Al college giocò a football all’Università dell'Alabama vincendo tre campionati NCAA.

## Carriera professionistica

### San Diego Chargers

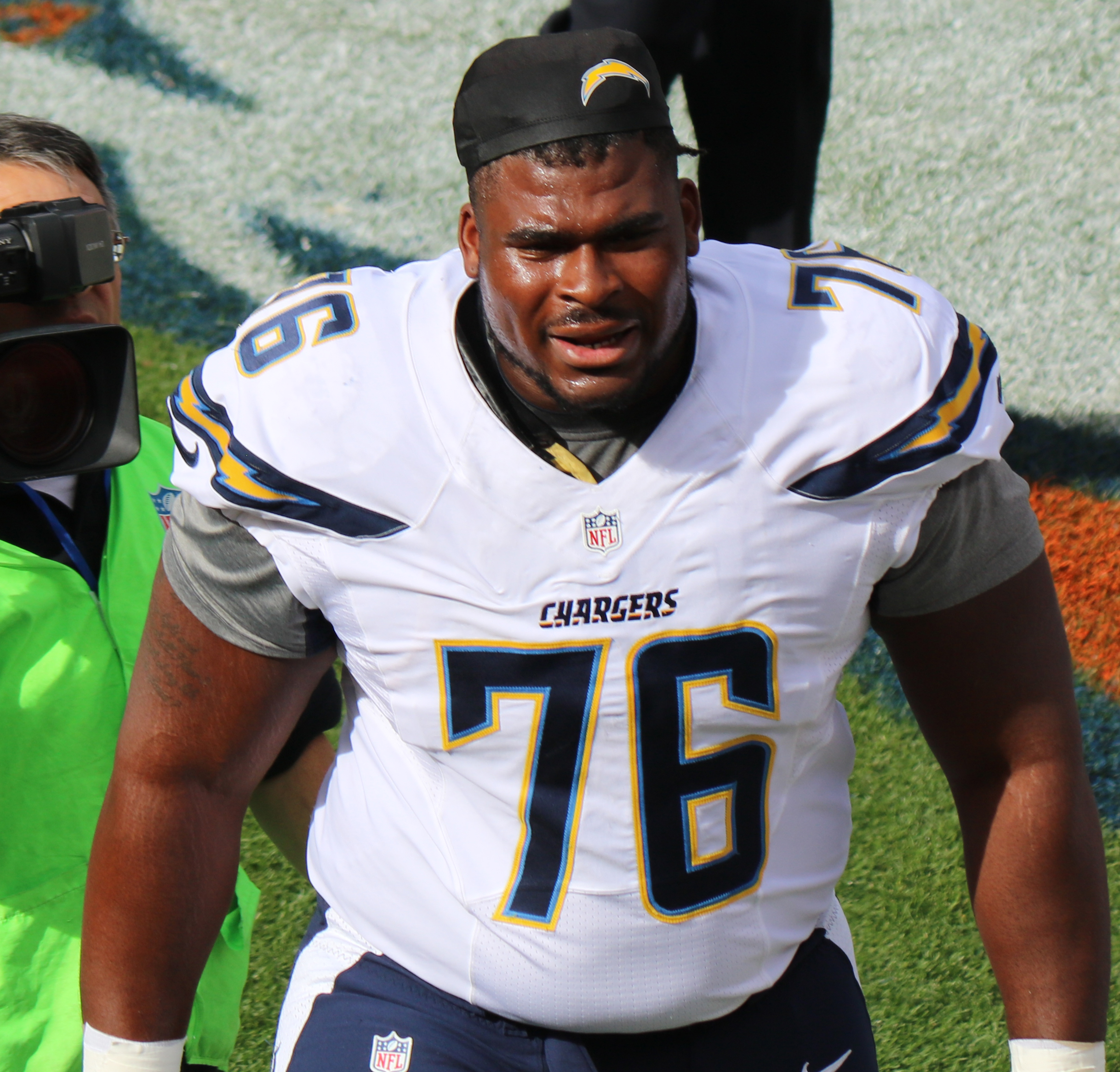
Fluker coi Chargers nel 2016

Fluker era considerato uno dei migliori offensive tackle selezionabili nel Draft NFL 2013 e una scelta della metà del primo giro. Il 25 aprile fu scelto dai San Diego Chargers come undicesimo assoluto. Il 5 giugno firmò un contratto quadriennale del valore di 11,4 milioni di dollari coi Chargers. Debuttò come professionista partendo come titolare nella settimana 1 contro gli Houston Texans. Nella settimana 7 contro i Jacksonville Jaguars fu spostato in corso d'opera da tackle destro a tackle sinistro, contribuendo con i suoi blocchi a far correre ai Chargers un nuovo primato stagionale di 158 yard, con 2 touchdown su corsa. Per questa prestazione fu premiato come rookie della settimana. La sua prima stagione terminò con 15 presenze, tutte come titolare. Nella successiva disputò per la prima volta tutte le 16 gare come partente.

### New York Giants

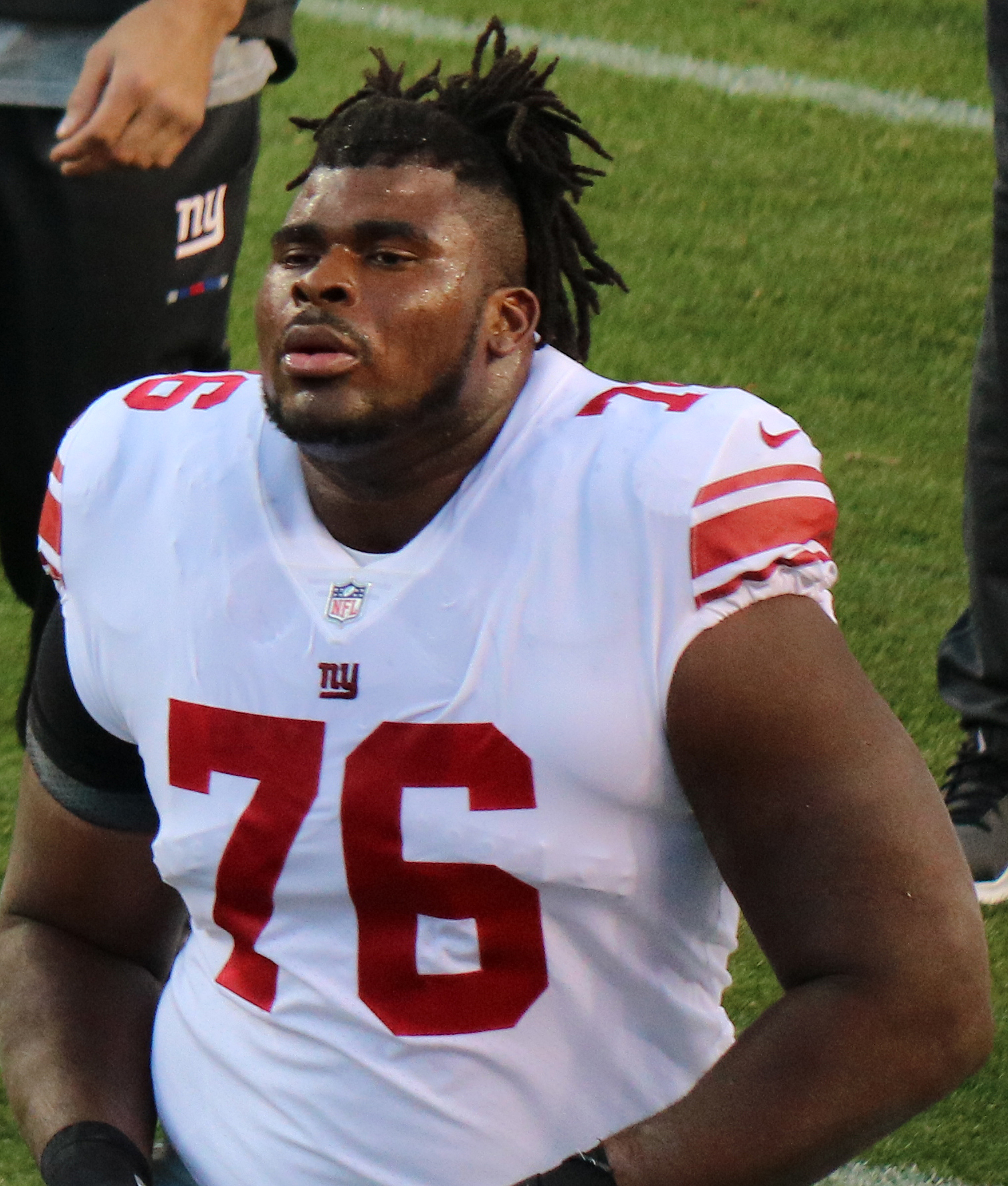
Fluker con i Giants nel 2017

L'11 marzo 2017, Fluker firmò un contratto di un anno del valore di 3 milioni di dollari con i New York Giants.

### Seattle Seahawks
Il 20 marzo 2018 Fluker firmò un contratto di un anno con i Seattle Seahawks. Il 14 marzo 2019 rinnovò per altri due anni e 9 milioni di dollari. Il 27 aprile 2020 fu svincolato.

### Baltimore Ravens
Il 28 aprile 2020, Fluker firmò con i Baltimore Ravens. Giocò in tutte le 16 gare della stagione regolare, otto da titolare, e nelle due gare dei playoff.

### Miami Dolphins
Il 20 aprile 2021 Fluker firmò con i Miami Dolphins. Spostato in lista riserve/infortunati il 29 luglio 2021 dopo un intervento ad un menisco, il 2 agosto 2021 fu svincolato.
Il 15 settembre 2021 Fluker fu sospeso sei settimane dalla NFL, fino al 19 ottobre 2021.

### Las Vegas Raiders
Il 20 ottobre 2021 Fluker firmò per la squadra di allenamento dei Las Vegas Raiders. Il 2 dicembre 2021 fu svincolato.

### Jacksonville Jaguars
Il 31 dicembre 2021 Fluker firmò con la squadra di allenamento dei Jacksonville Jaguars, venendo però svincolato tre giorni dopo.

### Ritorno con i Raiders
Dopo un'assenza dalla lega di circa due anni, l'11 dicembre 2023 Fluker firmò per la squadra di allenamento dei Raiders.
L'8 gennaio 2024 firmò da riserva/contratto futuro.

## Palmarès
- PFWA All-Rookie Team - 2013
- Rookie della settimana: 1

7ª del 2013